# Joel Spira (Schauspieler)

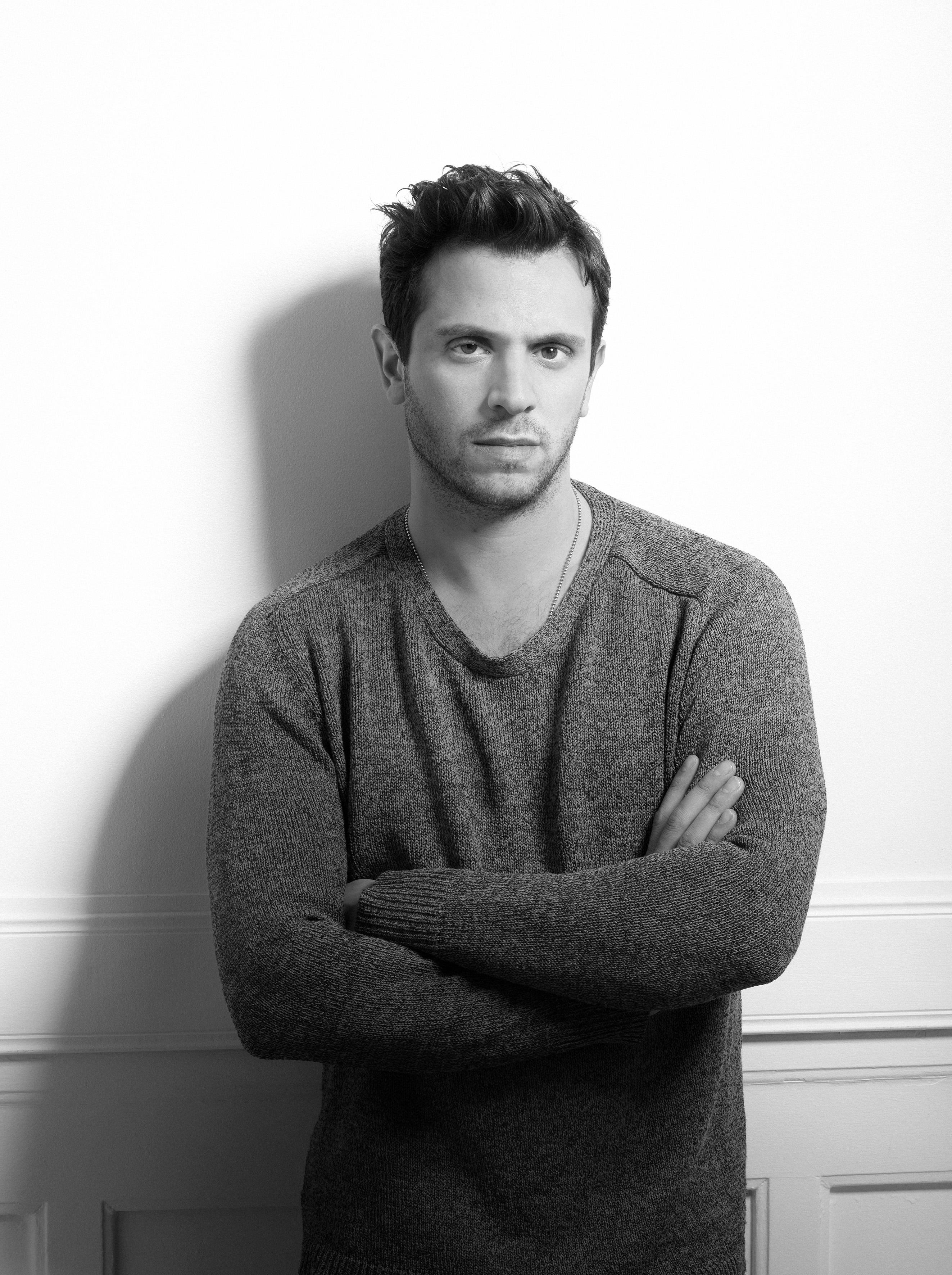
Joel Spira (2014)

Joel Boris Spira (* 18. Juli 1981 in Stockholm) ist ein schwedischer Schauspieler.

## Leben
Joel Spira studierte ursprünglich Biologie an der Universität Stockholm, was er schließlich zu Gunsten eines Schauspielstudiums an der Theaterhochschule in Malmö aufgab. Noch vor seinem Abschluss im Jahr 2007 war er regelmäßig am Theater beschäftigt. So spielte er am Stockholmer Stadttheater, Västmanlands teater und später am Örebro länsteater.
Sein Filmdebüt gab er nach Auftritten in Kurzfilmen als Nippe in dem von Daniél Espinosa inszenierten Action-Thriller Easy Money – Spür die Angst.  Seitdem war er in über 45 weiteren Film- und Fernsehproduktionen zu sehen. Neben Filmen wie Easy Money 2: Mach sie fertig und Small Town Killers sah man ihn in Serien wie Blutsbande und Hidden Agenda.

## Filmografie
- 2010: Easy Money – Spür die Angst (Snabba Cash)
- 2012: Easy Money 2: Mach sie fertig (Snabba cash II)
- 2014–2020: Blutsbande (Tjockare än vatten, Fernsehserie, 27 Folgen)
- 2017: Black Widows (Fernsehserie, drei Folgen)
- 2017: Small Town Killers (Dræberne fra Nibe)
- 2018: Halvdan, der Wikinger (Halvdan Viking)
- 2018: Kommissar Beck – Die neuen Fälle (Beck, Fernsehserie, eine Folge)
- seit 2020: Hidden Agenda (Top Dog, Fernsehserie)